# Morinoideae
Die Morinoideae sind eine Unterfamilie innerhalb der Familie der Geißblattgewächse (Caprifoliaceae).

## Beschreibung

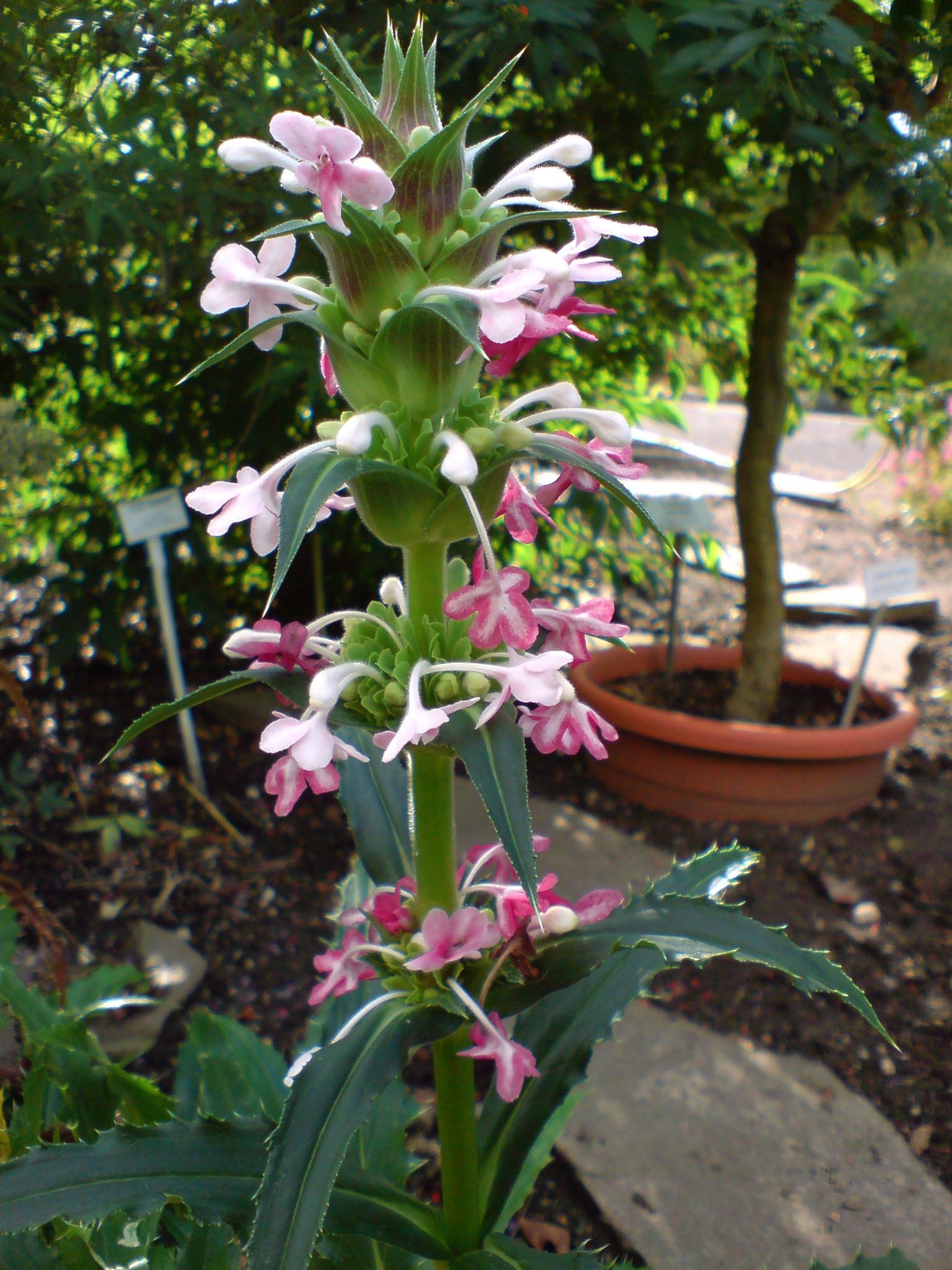
Blütenstand von Morina nepalensis mit Blüten mit langen Kronröhren

### Vegetative Merkmale
Es handelt sich widerstandsfähige, ausdauernde krautige Pflanzen, die Disteln oder Akanthus ähnlich sehen. Die hohlen Stängel sind oft mit verwelkten Blättern bedeckt. Die gegenständig oder quirlig angeordneten Laubblätter sind in Blattstiel und Blattspreite gegliedert; die Basis des Blattstieles ist oft stängelumfassend und bildet eine Blattscheide. Die Blattspreiten besitzen oft einen dornigen Rand.

### Generative Merkmale
Die Blüten stehen in Scheinquirlen oder mehr oder weniger kopfigen Blütenständen zusammen mit (meist) bedornten Hochblättern. Der Nebenkelch wird aus vier verwachsenen Deckblättern gebildet und besitzt einige bis viele dornige Zähne oder Borsten sowie zwölf Nerven.
Die zwittrigen Blüten sind stark zygomorph und fünfzählig. Die fünf Kelchblätter sind verwachsen und der Kelch ist auf der Unterseite gespalten oder zweilippig. Die fünf Blütenkronblätter sind zu einer Röhre verwachsen, die kaum oder deutlich zweilippig, aber immer mit fünf Kronlappen endet. Es ist nur ein Staubkreis vorhanden und nur zwei oder alle vier Staubblätter sind fertil. Die Staubbeutel besitzen zwei Theken und öffnen sich entlang der Längsseite. Zwei oder drei Fruchtblätter sind zu einem unterständigen, einkammerigen Fruchtknoten verwachsen. Die Samenanlagen hängen. Der schlanke Griffel endet in einer einfachen Narbe.
Sie bilden achänenähnliche Früchte, die vom Nebenkelch und haltbaren Kelch umhüllt sind.

## Systematik
Die Morinoideae wurden von Gilbert Thomas Burnett aufgestellt. Die Typusgattung ist Morina L.. Der Gattungsname Morina ehrt den französischen Arzt und Botaniker Louis Pierre Morin (ca. 1635–1715).
Die hierher gehörenden Gattungen werden nach den letzten Ausgaben der Angiosperm Phylogeny Group zur Familie der Geißblattgewächse (Caprifoliaceae) gestellt. Nach anderer Auffassung werden sie in eine eigene Familie Morinaceae eingeordnet. Die zwei (oder drei) Gattungen mit etwa 13 Arten kommen von Südosteuropa bis zum Himalaya und südwestlichen China (zwei Gattungen und etwa zehn Arten) vor.
Zur Unterfamilie Morinoideae gehören nur zwei (oder drei) Gattungen mit etwa 13 Arten:
- Acanthocalyx (DC.) Tiegh., (Syn.: Morina sect. Acanthocalyx DC.): Die nur zwei Arten kommen im Himalaya und im Hengduan-Gebirge vor:
  - Acanthocalyx alba (Hand.-Mazz.) M.J.Cannon
  - Acanthocalyx nepalensis (D.Don) M.J.Cannon: Es gibt zwei Unterarten:
    - Acanthocalyx nepalensis subsp. delavayi (Franch.) D.Y.Hong
    - Acanthocalyx nepalensis (D.Don) M.J.Cannon subsp. nepalensis
- Morina L. (Syn.: Asaphes Sprengel 1827 non DC. 1825, Cryptothladia (Bunge) M.J.Cannon, Morina sect. Cryptothladia Bunge): Die etwa zehn Arten vom Balkan bis Zentralasien und zum östlichen Himalaya verbreitet, beispielsweise:
  - Coulter-Kardendistel (Morina coulteriana Royle): Sie kommt in Afghanistan, Pakistan und in Indien vor.[7]
  - Zentralasiatische Kardendistel (Morina kokanica K.S.Hao)
  - Langblättrige Kardendistel (Morina longifolia Wall. ex DC.)
  - Morina persica L.: Sie kommt auf der Balkanhalbinsel und in Vorderasien vor.[8]
- Cryptothladia (Bunge) M.J.Cannon: Diese Gattung wird in der Flora of China 2011 als Synonym von Morina geführt.